# Laguna Goyder

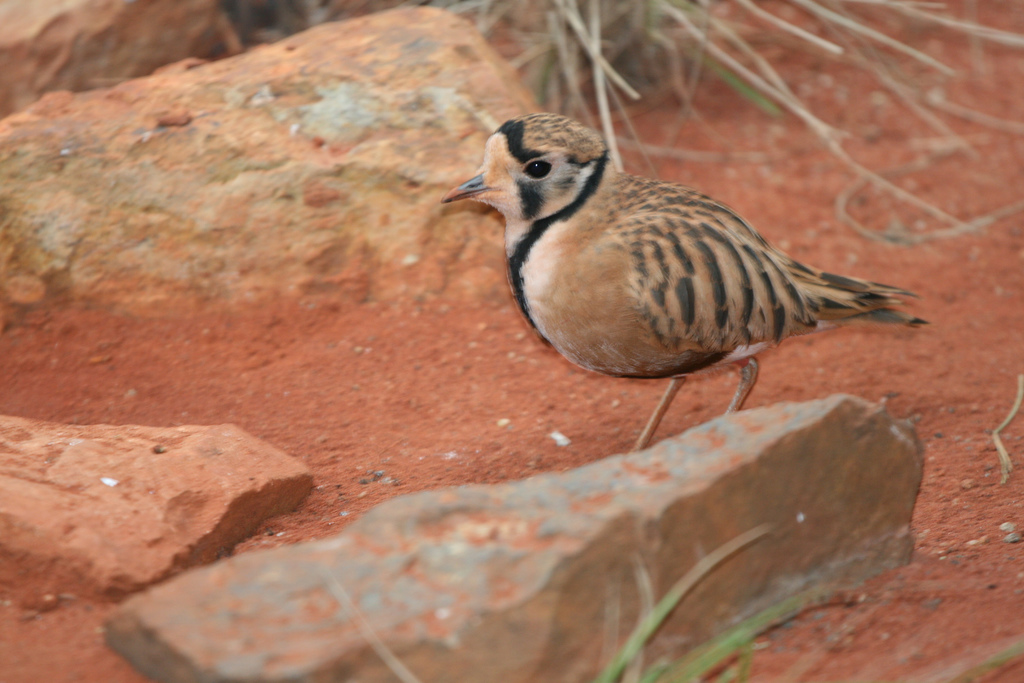
El área es un importante IBA para el corriol australiano

La laguna Goyder (del inglés: Goyder Lagoon) es un gran pantano efímero de Australia localizado en el árido noreste del estado de Australia del Sur. Es parte de la llanura de inundación del río Diamantina, situada al lado de la Birdsville Track, cerca de la frontera con el estado de Queensland. Inundaciones excepcionalmente grandes en el sistema fluvial Georgina-Mulligan pueden llevar agua hasta la parte noroccidental de la laguna Goyder a través del arroyo Eyre y del río Warburton. La mayor parte de la laguna tiene poca profundidad, trenzada por micro canales. Se encuentra en el área de arrendamiento de pastos para el pastoreo de ganado de los Clifton Hills. La media de precipitación anual es de 100-150 mm y la temperaturas medias máximas de verano son de 36 a 39 °C.

## Aves
Un área de 2 684 km² que contiene la laguna Goyder ha sido identificada por la BirdLife International como un área importante para las aves (IBA),  principalmente porque, cuando se inunda, soporta un gran número de aves acuáticas, con un total de unos 170 000 ejemplares estimados a partir de reconocimientos aéreos en 2002. Las mayores concentraciones de aves acuáticas se encuentran en el lado sur de la laguna, incluyendo varias especies de cormoranes y patos, garzas e ibises. Esta área soporta más del 1% de la población mundial del pato pecoso, de la pagaza piconegra y es un lugar de cría de la espátula real. Una pequeña población de gato amarillo se produce en el pozo de agua Koonchera. Otras especies de aves para las que el sitio es importante incluir la Elanus scriptus, chorlito australiano, amytis gris, amytis del Eyre, melífago variado, Ashbyia lovensis, gerigon de collar negro, Psophodes cristatus y codorniz-tordo canela.